# Cesare Biseo

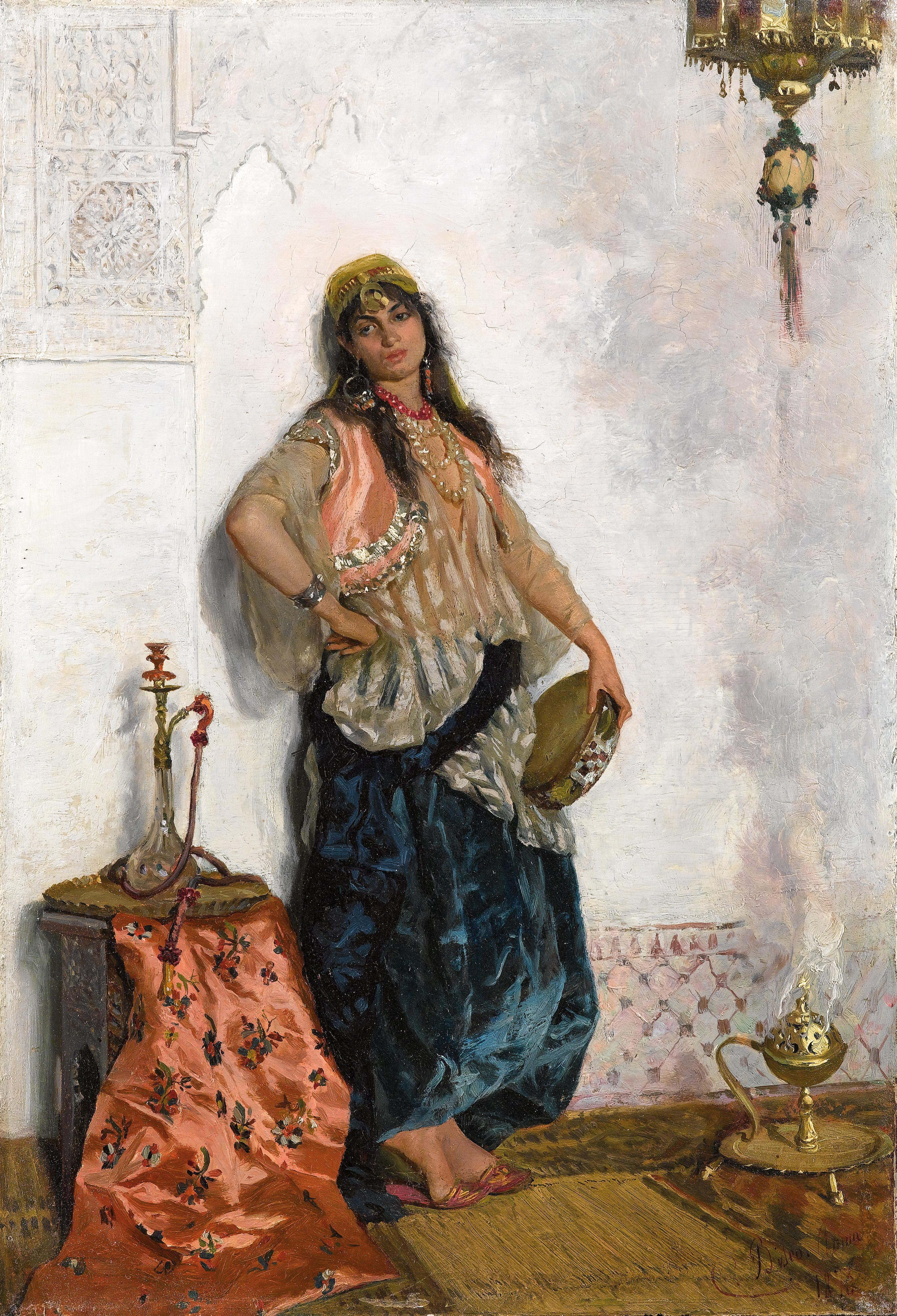
Cesare Biseo: Danzatrice orientale (1876)

Cesare Biseo (Roma, 18 aprile 1843 – Roma, 25 gennaio 1909) è stato un pittore, illustratore e incisore italiano.

## Biografia
Fu allievo del padre Giovanni Battista. Su invito del viceré d'Egitto si recò ad Alessandria, dove affrescò il Palazzo del Governo. Fu pittore orientalista di grande spessore emotivo e di grande ricchezza cromatica. Nel 1875, con Edmondo De Amicis e con Stefano Ussi, si recò in Marocco, come membro di una missione diplomatica italiana. Eseguì poi le illustrazioni per i libri di Edmondo De Amicis Marocco, edito nel 1879 (in collaborazione con Stefano Ussi) e Costantinopoli, edito nel 1882. Studiò anche le tecniche dell'acquaforte e incise, rifacendosi a Piranesi, vedute con ruderi romani.
Tra le sue opere si ricorda Nel deserto, esposto a Roma, alla Galleria Nazionale d'Arte Moderna.

## Altre opere
- 1887, Battaglia di Dogali, olio su tela, 1887, opera custodita nel Corridoio Mattarella del Palazzo dei Normanni di Palermo.